# Olios tuckeri
Olios tuckeri là một loài nhện trong họ Sparassidae.
Loài này thuộc chi Olios. Olios tuckeri được George Newbold Lawrence miêu tả năm 1927.